# Площадь Боливара
Площадь Боливара (исп. Plaza de Bolívar) — главная площадь Боготы. Она расположена в центре города, между 7-м и 8-м проспектами и 10-й и 11-й улицами. Вокруг него находятся некоторые из главных зданий города: на севере стоит Дворец правосудия, на юге располагается Конгресс, за ним — президентский дворец Каса-де-Нариньо, а на востоке находится Кафедральный собор Боготы.

## Здания
На севере находится Дворец правосудия — крупное современное здание, где размещается Верховный суд. Его история довольно трагична. Первое здание было построено в 1921 году на углу 11-й улицы и 6-го проспекта и уничтожено пожаром во время Боготасо. Новый дворец соорудили в северной части площади Боливара, но во время осады повстанцами в ноябре 1985 года, когда армия попыталась взять здание под контроль, строение вновь превратилось в руины. Развалины сохранялись нетронутыми 4 года — до тех пор пока правительство не решило снести их и построить новое здание, находящееся на площади и по сей день.
Южная часть площади упирается в здание Конгресса. Это сооружение начали строить в 1846 году, но из-за политической нестабильности в стране работа не была закончена вплоть до 1926 года. Оригинальный дизайн включал в себя большой купол, однако, чтобы успеть закончить строительство в срок, а также избежать доминирования над куполами Собора, было принято решение от него отказаться. За Конгрессом находится президентский дворец, названный в честь Антонио Нариньо — деятеля Колумбии. На западной стороне площади находится резиденция мэра Боготы — здание, известное как Каса-де-Льевано. Восточную часть площади занимает Кафедральный собор Боготы, построенный между 1807 и 1823 годами.